# Grand Rouleau d'Isaïe

Reproduction du Grand Rouleau d'Isaïe

Le Grand Rouleau d'Isaïe, ou simplement Rouleau d'Isaïe, référencé 1Qlsaa, est l'un des sept premiers manuscrits de la mer Morte trouvés en 1947 dans la grotte 1 de Qumrân, en Palestine mandataire. Il représente sans doute la découverte archéologique la plus importante effectuée sur ce site.

## Présentation

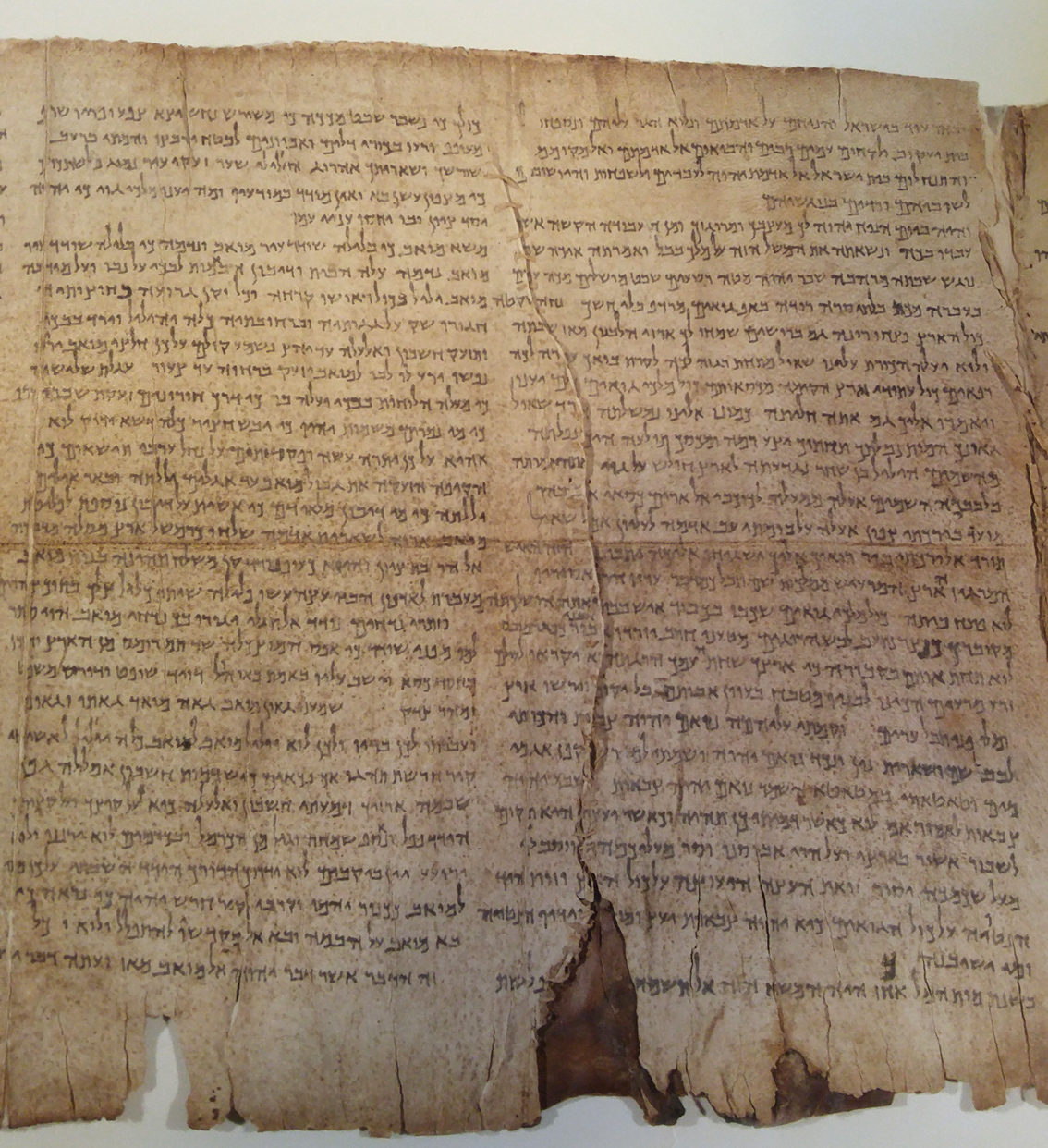
Exemples de dégâts mineurs sur les colonnes 12-13 (chapitres 14-16).

Le rouleau date approximativement du IIe siècle av. J.-C. Écrit en hébreu, il contient l'intégralité des 66 chapitres du Livre d'Isaïe, en dehors de quelques dégâts mineurs. Il comprend 17 feuilles de parchemin et mesure 7,34 mètres de long, sur une hauteur qui varie entre 25,3 et 27 cm. Le texte est réparti en 54 colonnes.
Il s'agit du manuscrit le mieux conservé et le plus complet du site de Qumrân, et de l'un des plus anciens textes du Tanakh (Bible hébraïque) connus à ce jour, antérieur d'un millénaire à la transcription massorétique.

## Conservation
À Jérusalem-Ouest, le sanctuaire du Livre conserve, dans une aile souterraine du musée d'Israël, la majeure partie des quelque 900 manuscrits de la mer Morte, dont le Grand Rouleau. 
Au centre de la salle, un fac-similé du Grand Rouleau est déployé sur une reproduction géante du montant en bois autour duquel est traditionnellement enroulé le Sefer Torah.

## Galerie

L'intégralité du Grand Rouleau d'Isaïe.
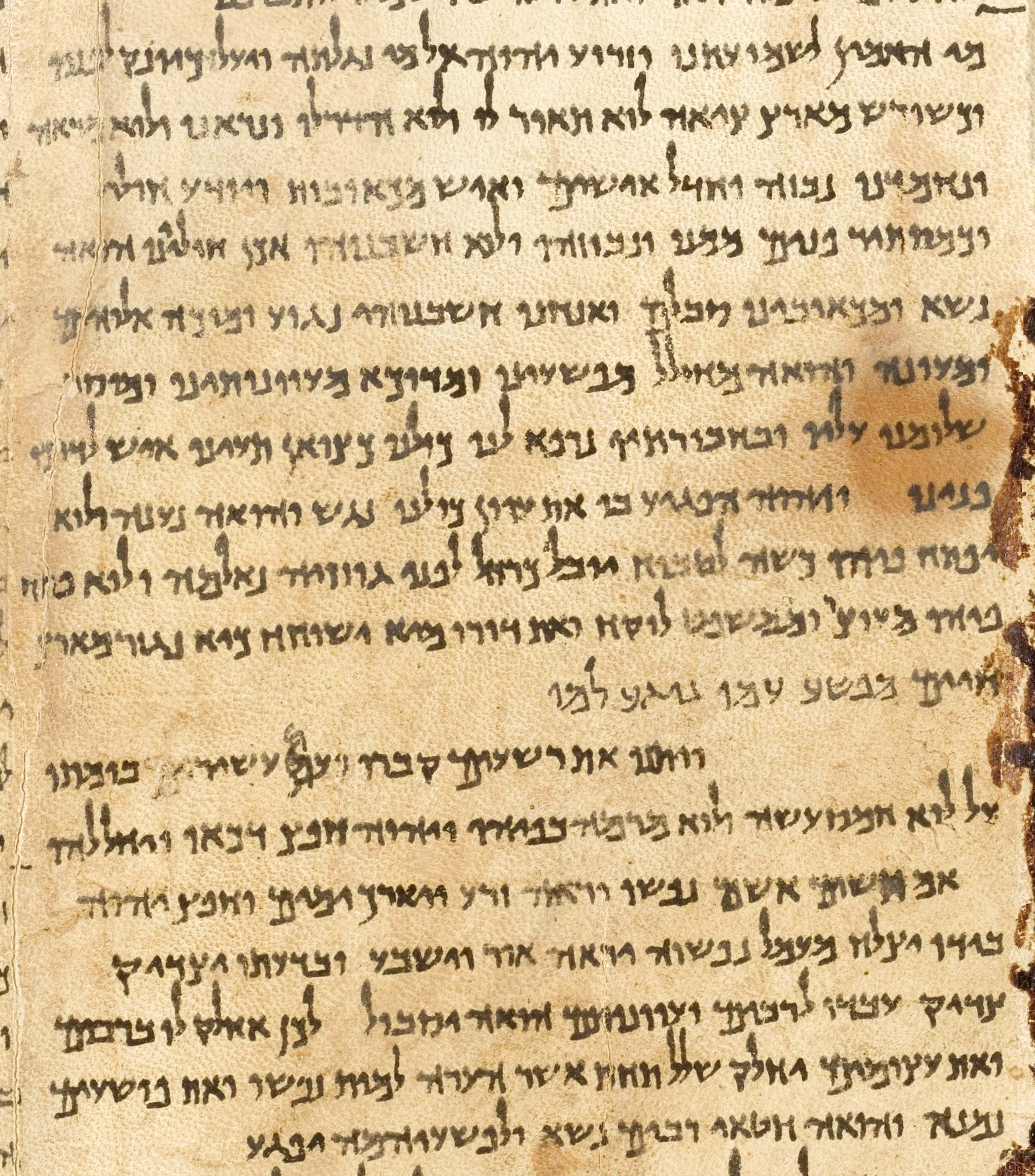
Grand Rouleau d'Isaïe : le chapitre 53, qui contient une partie des Cantiques du Serviteur[2].
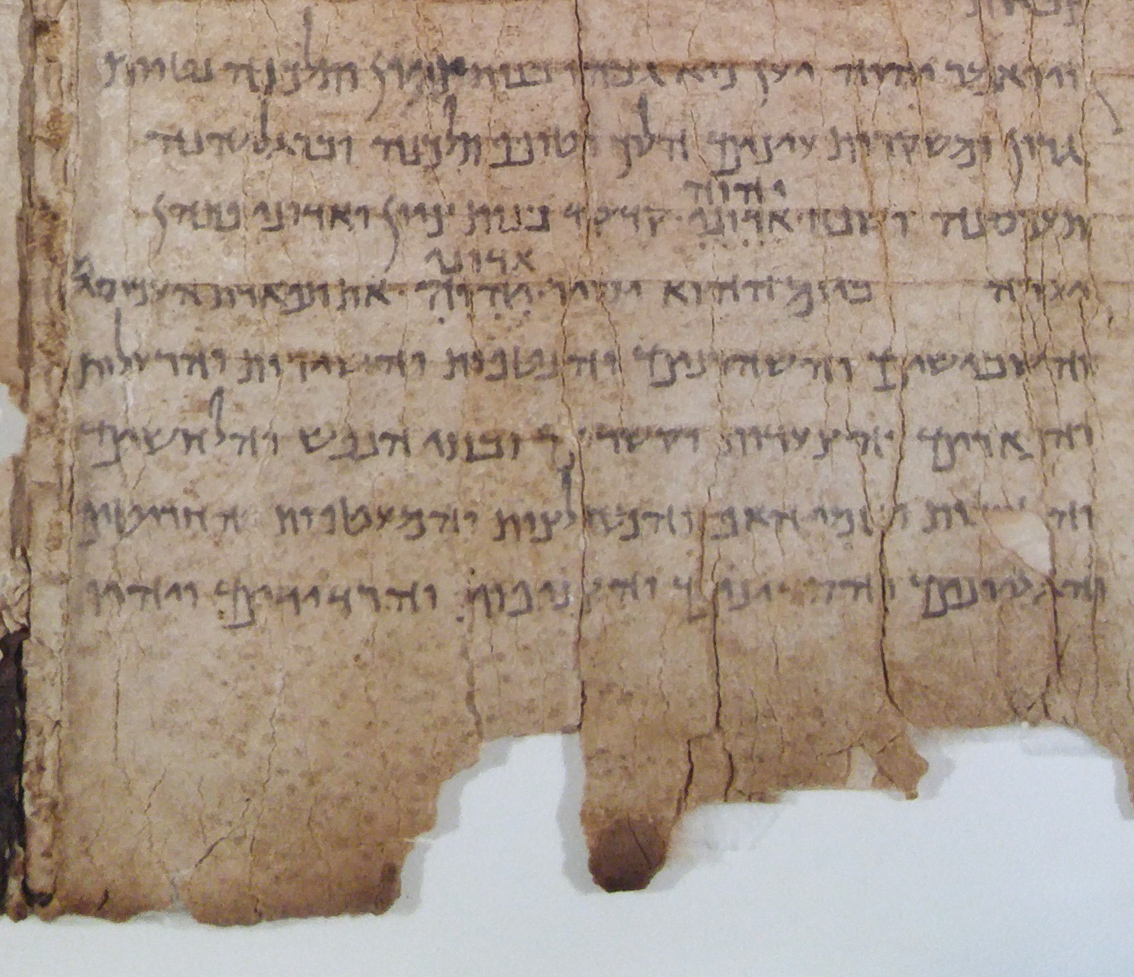
Grand Rouleau d'Isaïe : exemples de modifications.
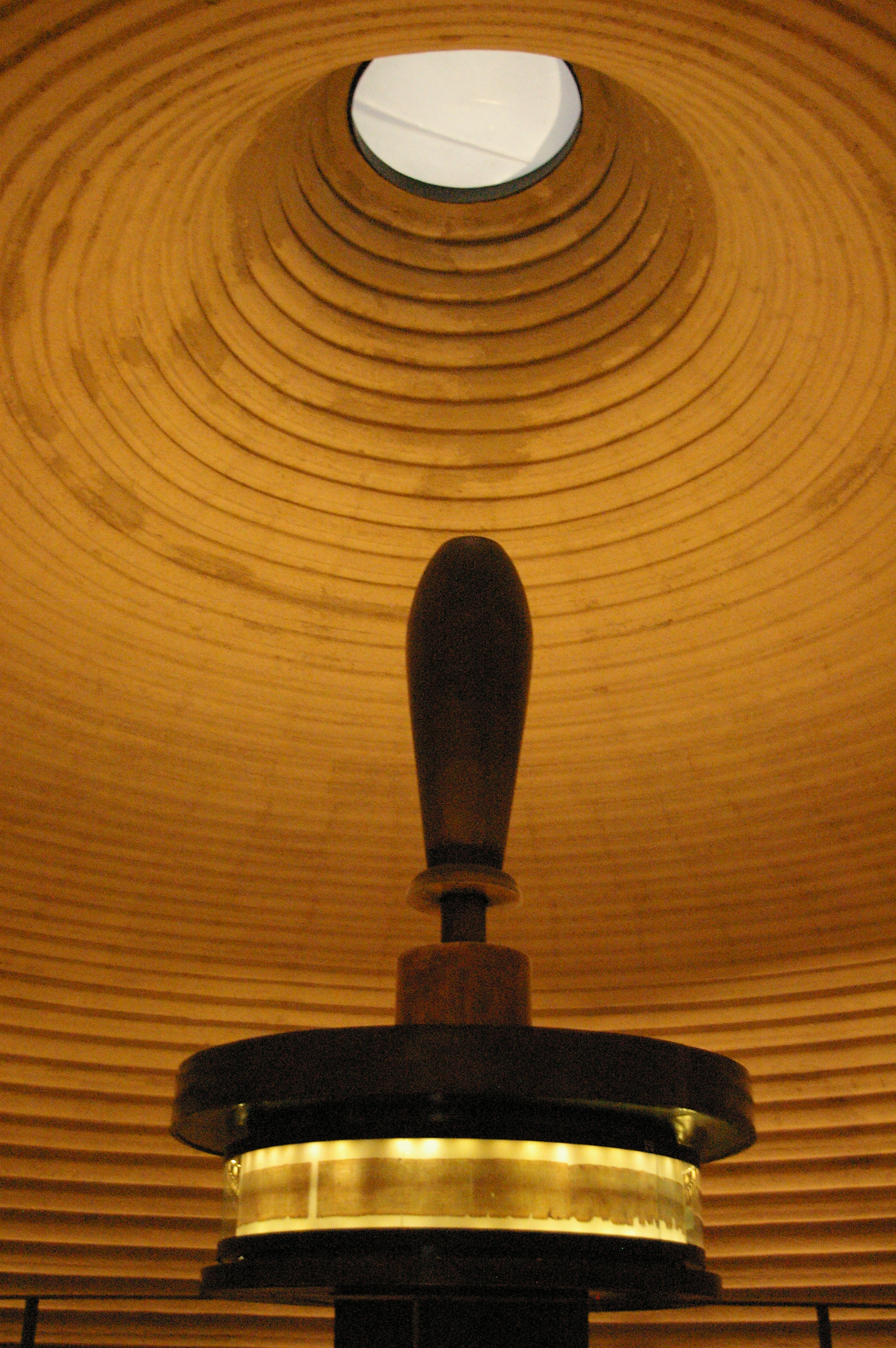
Copie du Grand Rouleau d'Isaïe exposée au sanctuaire du Livre du musée d'Israël.